# 我愛周末
《我愛周末》是1970年代臺灣電視公司綜藝節目，1976年7月10日開播，1977年6月停播。
《我愛周末》在王再慶與黃宗弘製作期間，經常發生黃宗弘與台視導播孫家明之間的糾紛，並且波及首任主持人鳳飛飛，導致「鳳家班」大舉轉向中國電視公司。黃宗弘與鳳飛飛跳槽中視並開闢綜藝節目《你愛周末》以後，《我愛周末》由台視節目部與王再慶接手製作、余天與吳秀珠接手主持。康弘與黃西田曾在《我愛周末》與鳳飛飛合作，但他們都有簽台視基本歌星合約，不能與鳳飛飛一起跳槽中視。余天與吳秀珠主持期間，《我愛周末》因收視率關係，從每週六下午調整至每週日19:00播出。
《我愛周末》開播至結束都任用台視大樂團擔任伴奏，原指揮為詹聰泉，林國雄編寫伴奏譜，團員隸屬於翁清溪率領的湯尼大樂隊；後翁清溪與台視約滿，1977年4月16日起由鼓霸大樂隊接手台視大樂團之名稱，並改由鼓霸大樂隊團長謝騰輝胞弟謝荔生擔任團長兼指揮。

## 歷代主持

### 第一代
鳳飛飛：1976年7月10日－1976年。

### 第二代
余天、吳秀珠、石松：1976年－1977年6月。

## 歷代製作

### 第一代
王再慶、黃宗弘：1976年7月10日－1977年4月

### 第二代
台視節目部、王再慶：1977年4月－1977年6月

## 片頭和結尾

### 片頭曲
以鳳飛飛主唱的片頭曲《我願》，配合鳳飛飛外景影片作為節目一開始片頭。

### 結尾
鳳飛飛以一首「祝你」二字開頭的歌曲向觀眾說再會，例如《祝你幸福》、《祝你順風》等，並在歌曲間奏說幾句感性道別的話。

## 外部連結
- 鳳飛飛綜藝節目 （页面存档备份，存于）
- 鳳飛飛在我愛周末演唱松林的低語 （页面存档备份，存于）